# Ciopan
Ciopan (prononciation : [ˈt͡ɕɔpan]) est un village polonais de la gmina de Stanisławów dans le powiat de Mińsk de la voïvodie de Mazovie dans le centre-est de la Pologne.
Il est situé à 40 kilomètres à l'est de Varsovie (capitale de la Pologne).
Le village compte approximativement une population de 122 habitants en 2009.

## Histoire
De 1975 à 1998, le village appartenait administrativement à la voïvodie de Siedlce.